# Polei

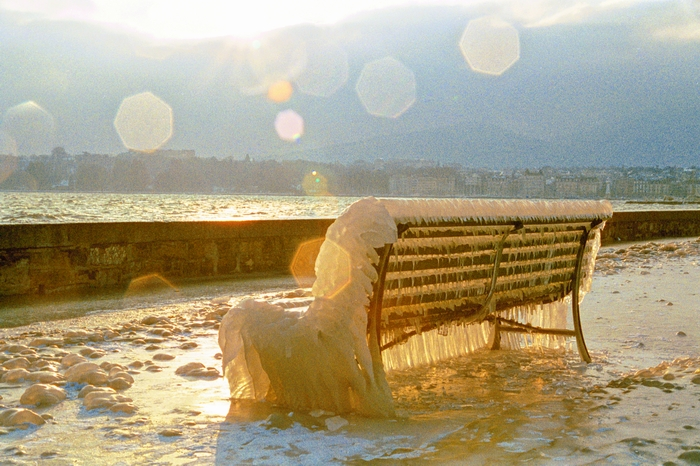

Poleiul este o depunere de gheață, transparentă sau opacă, ce se formează în urma înghețării picăturilor suprarăcite de ploaie sau burniță, care cad pe suprafețe cu temperaturi cuprinse între 0,1 °C și -1,0 °C. Depunerile de polei sunt deosebit de periculoase, provocând pagube economiei: livezilor și suprafețelor forestiere. De asemenea, sub greutatea poleiului pot ceda cablurile telefonice, electrice etc. Transportul rutier este și el perturbat, iar uneori întrerupt, din cauza stratului alunecos de pe carosabil, trotuare etc. De asemenea poleiul provoaca pagube pentru constructii.Poleiul constituie un fenomen de risc care constă în greutatea mare a depunerii, durată destul de lungă de menținere a stratului format, temperaturile negative care îl provoacă și care acționează asupra vegetației.